# Волнения в Омане (2011)
Волнения в Омане — массовые волнения и демонстрации, проходившие в Омане в 2011 году.

## Описание
Начались демонстрацией в январе 2011 года, в феврале столкновения с полицией, есть убитые.

## Хроника
- 17 января 2011 года — демонстрация
- 19 февраля 2011 года — «мирный зелёный марш»[1].
- 26 февраля 2011 года — протесты, погибло 2 человека в городе Сухар[2].
- 27 февраля 2011 года — протесты, смерть 6 человек в городе Сухар[3]. Поджог супермаркета в Сухаре
- 1 марта 2011 года — продолжение протестов
- 4 марта 2011 года — пикет 200 человек у Консультативного совета в Маскате[4], протесты в Салале и Сухаре.
- 5 марта 2011 года — нефтяники в Хайме присоединяются к акциям протеста[5].
- 13 марта 2011 года — султан Кабус бен Саид издал указ, согласно которому отныне законодательный совет будет иметь законодательные и регулирующие полномочия, будет создан комитет для работы над поправками к основному закону страны[6].